# تل قصب
تل قصب (به عربی: تل قصب) یک منطقهٔ مسکونی در عراق است که در شهرستان سنجار واقع شده‌است. تل قصب ۱۸٬۰۰۰ نفر جمعیت دارد.